# Eugénie Duval
Eugénie Duval (Évreux, 3 maggio 1993) è una ciclista su strada e pistard francese che corre per il team FDJ-Suez.
Professionista dal 2015, è sorella dell'ex ciclista Julien Duval.

## Palmarès

### Strada
- 2017 (FDJ Nouvelle-Aquitaine Futuroscope, una vittoria)

Classic Féminine de Vienne Nouvelle-Aquitaine

#### Altri successi
- 2018 (FDJ Nouvelle-Aquitaine Futuroscope)

Classifica scalatrici Holland Ladies Tour

### Pista
- 2016

Campionati francesi, Inseguimento a squadre (con Coralie Demay, Roxane Fournier e Pascale Jeuland)

## Piazzamenti

### Grandi Giri
- Giro d'Italia

2017: 86ª
2018: 38ª
2020: 71ª
2021: 47ª
2023: 74ª

### Competizioni mondiali
- Campionati del mondo su strada

Copenhagen 2011 - Cronometro Juniores: 22ª
Ponferrada 2014 - In linea Elite: ritirata
Doha 2016 - In linea Elite: 100ª
Bergen 2017 - Cronosquadre: 6ª
Bergen 2017 - In linea Elite: 76ª
Innsbruck 2018 - In linea Elite: ritirata
Yorkshire 2019 - In linea Elite: 86ª
Fiandre 2021 - In linea Elite: 49ª
- Campionati del mondo su pista

Saint-Quentin-en-Yvelines 2015 - Inseguimento a squadre: 15ª

### Competizioni continentali
- Campionati europei su strada

Nyon 2014 - In linea Under-23: 37ª
Herning 2017 - In linea Elite: 59ª
Glasgow 2018 - In linea Elite: 32ª
Alkmaar 2019 - Staffetta mista: 5ª
Alkmaar 2019 - In linea Elite: 51ª
Plouay 2020 - In linea Elite: 38ª
Plouay 2020 - Staffetta mista: 4ª
Trento 2021 - Staffetta mista: 4ª
Trento 2021 - In linea Elite: ritirata
Monaco di Baviera 2022 - In linea Elite: 33ª
- Campionati europei su pista

San Pietroburgo 2010 - Inseg. individuale Junior: 7ª
San Pietroburgo 2010 - Corsa a punti Junior: 7ª
San Pietroburgo 2010 - Scratch Junior: 8ª
Anadia 2011 - Inseguimento individuale Junior: 6ª
Anadia 2011 - Inseguimento a squadre Junior: 3ª
Anadia 2011 - Corsa a punti Junior: 9ª
Anadia 2013 - Inseguimento individuale Under-23: 5ª
Anadia 2013 - Corsa a punti Under-23: 6ª
Anadia 2013 - Scratch Under-23: 16ª
Atene 2015 - Inseguimento individuale Under-23: 17ª
Atene 2015 - Corsa a punti Under-23: 14ª
Atene 2015 - Scratch Under-23: 11ª
- Giochi europei

Minsk 2019 - In linea: 63ª